# RYO (ORANGE RANGE)
RYO（リョウ、1985年10月1日 -）は、日本のミュージシャン、バンドグループのORANGE RANGEのボーカル・MC。
ソロ活動では「RYO from ORANGE RANGE」（リョウ フロム オレンジレンジ）の名義で活動。

## 人物
沖縄県立北谷高等学校卒業。自身が所属しているORANGE RANGEのメンバーでベーシストのYOHは実の兄であり、低音一家と呼ばれている。
ORANGE RANGEの他メンバーとは学年が違うため、自身の代の中学校の卒業式の後夜祭ではORANGE RANGEとは別のバンドを組み、MONGOL800やDragon Ashのコピーをした。そのバンドではドラムを担当していた。また、同じ日に男3人でラップも披露した。
高校時代は同級生の伊禮麻乃たちと「琉星」（りゅうせい）というバンドを組んでいて、ボーカル、ラップを担当していた。ORANGE RANGEと並行して活動していたが、ORANGE RANGEのメジャーデビューが決まり、琉星は脱退した。
昭和60年生まれで構成される「60年会」のメンバーで、その中の山下智久、金田哲（はんにゃ）、城田優らと仲が良い。

## 略歴
2008年2月に結婚し、6月には長女が誕生する。
2010年3月31日、自身を中心としたメンバーで、アパレル・小物ブランド「kimera」を立ち上げる。
同年7月6日、オフィシャルブログ「Mytive Funtive〜ORANGE RANGE RYO Official Blog〜」がアメーバブログでスタート。ブログ開設後にTwitterも始めている。
同年10月1日から10月17日まで、舞台『薄桜鬼 新選組炎舞録』に天霧九寿役で俳優として出演する。
2014年8月27日、「RYO from ORANGE RANGE」名義でソロデビュー。「Tim Don!-Don! feat. DJ KEIN」をデジタルリリースする。
2015年、映画『天の茶助』の根岸一輝 役で映画デビュー。
2021年7月1日から、自身のYouTubeチャンネル「ヒゲデビバデブーン」を開設。

## ディスコグラフィー
※ ソロ活動のみを記載。

### シングル
配信限定
- Tim Don!-Don! feat. DJ KEIN（2014年8月27日）
- DRIVE feat. N.O.B.U!!!（2015年8月12日）
- 夏だぜジョニー（2015年8月12日）

### アルバム
|     | 発売日        | タイトル | 規格 | オリコン 最高位 |
| --- | ------------- | -------- | ---- | --------------- |
| 1st | 2015年9月16日 | DELIGHT  | CD   |                 |

### 楽曲提供
| 発売日        | アーティスト   | タイトル       | 備考                                      |
| 2015年6月17日 | 私立恵比寿中学 | 夏だぜジョニー | 作詞・作曲・編曲 シライシ紗トリと共同制作 |

## タイアップ
| タイトル               | タイアップ                                        | 収録作品（初出のみ） |
| DRIVE feat. N.O.B.U!!! | 日本テレビ「NNNストレイトニュース」ウェザーテーマ | アルバム「DELIGHT」  |

## 主な出演
※ ソロ活動のみを記載。

### バラエティ番組
- 「ハモネプ」（2013年10月8日、フジテレビ） - 175RのSHOGO、元JUDY AND MARYのTAKUYA、SpontaniaのMassattack、Hysteric BlueのTama、千秋、NON STYLEの井上裕介と「アンダーノーズ」のチーム名で、ゴールデンボンバーの「女々しくて」と小泉今日子の「潮騒のメモリー」を披露[9]。

### 映画
- 天の茶助（2015年6月27日公開） - 根岸一輝 役

### 舞台
- 薄桜鬼 新選組炎舞録（2014年10月、天王洲銀河劇場） - 天霧九寿 役